# Дикисяну, Ион
Ион Дикисяну (рум. Ion Dichiseanu; 20 октября 1933, Аджуд, Королевство Румыния — 20 мая 2021, Бухарест) — румынский актёр театра, кино, телевидения, дубляжа. писатель
. Почётный гражданин города Аджуд.

## Биография
В 1959 году окончил Национальный университет театра и кино. После окончания учёбы выступал в театре Ботошани и других коллективах.
Играл на телевидении и радио. Снимался в кино. Исполнил роли в более, чем 55 фильмах.
Дикисяну умер в больнице Флореаска в Бухаресте 20 мая 2021 года в возрасте 87 лет после нескольких месяцев пребывания там. Причиной его смерти стала бактериальная инфекция, вызвавшая пневмонию.

## Избранная фильмография
- 1962 — Тудор — Оарка
- 1964 — Титаник-вальс
- 1964 — Попурри 1900
- 1965 — История моей глупости — студент (нет в титрах)
- 1965 — 6-й раунд — Алекс
- 1966 — Туннель — Михай Петреску, младший лейтенант
- 1968 — Битва за Рим — Фуриус
- 1968 — Три раза в Бухаресте
- 1968 — Прерия — Матори
- 1969 — Война дам
- 1970 — Замок обречённых — Антим, командир взвода
- 1970 — Песни моря — Ганы, гангстер
- 1971 — Среди зелёных холмов
- 1972 — Святая Тереза и Дьяволы — Михай Петреску, капитан
- 1973 — Веснушчатый
- 1973—100 лей — Андрей Пантя, успешный бухарестский актёр, сводный брат Петре
- 1976 — Поднять все паруса!
- 1977 — Операция «Автобус» — Мариус Мардополь, агент под прикрытием
- 1978 — Северино — всадник-призрак
- 1978 — Реванш — Кернеску, командир легионеров
- 1979 — Последний рубеж смерти — Дитрих Кёрнер, майор
- 1979 — Мгновение
- 1980 — Тройное сальто
- 1980 — Буребиста
- 1982 — Жёлтая роза — капитан Мэргэрит
- 1983 — Новые приключения Жёлтой Розы — Мэртэк
- 1983 — Тележка с яблоками
- 1984 — Право на риск — Матей Ротару, партийный секретарь
- 1986 — Соучастие в убийстве — Чарли Руни, хозяин кабаре
- 1989 — Мария, Мирабела в Транзистории — учитель в Транзистории
- 1990—1991 — Кодры — прокурор
- 2005 — 15
- 2008 — Оставшийся в живых — начальник тюрьмы Фэгараш, майор/полковник
- 2021 — Неудачный трах, или Безумное порно — камео